# Констант II
Констанс II (на гръцки: Κώνστας Β', Kōnstas II; * 7 ноември 630; † 15 септември 668) е византийски император през 641 – 668 година.

## Произход и възкачване на престола
Син е на Константин III и внук на Ираклий. Рожденото име на Констанс II е Ираклий (Heraclius). Когато през 641 г. го акламират като съвладетел, народът му избира името Константин и дори по-късно е управлявал под това име, но в историографията остава под името Констас (Констант), т.е „малкия (младият) Константин“. Прозвището Погонат (от гр. „Брадати“) в по-късни времена неправилно е било утвърдено за сина му Константин IV Погонат, макар да се отнася точно за Констант II.
Констант II идва на власт след отстраняването първо на Мартина, племенница и втора жена на Ираклий, която е майка на Ираклеон (Ираклий II), а след това и на самия му родственик. Двамата са осакатени и заточени по заповед на Валентин Аршакуни.

## Управление
Констант II води активна, но не много удачна външна политика. Управлението му се отличава с тежки борби за оцеляване на империята пред арабската експанзия, както и с поредица от религиозни спорове.

### Войни с арабите
През 40-те и 50-те години на века арабите предприемат инванзия в Северна Африка и Мала Азия, където византийската власт губи доста територии. Последните византийски владения в Египет са загубени в полза Арабския халифат още през 642 г., когато е евакуирана Александрия. През 645 г. византийския флот атакува и възвръща Александрия, но те успяват да се задържат там само около година, преди арабите да превземат града отново и окончателно.
Земите в Мала Азия почти ежегодно са нападани от арабски армии. Азиатските провинции на империята понасят големи опустошения в резултат на арабските офанзиви в Армения и Кападокия (647 г.), Фригия (648 г.), Киликия (650 – 1 г.). През 649 г. Кипър, Крит и други острови са атакувани от арабски кораби. През 654 година Родос е разграбен от арабите, а през 655 г. имперския флот воден от самия Констант е разгромен край бреговете на Ликия. След поражението императора едва спасява живота си с бягство. Предприетото мащабно нашествие на арабите срещу Константинопол е осуетено единствено в резултат на избухналите религиозни борби в халифата през 656 година. Това помага на византийците временно да обърнат положението в своя полза. Примирие с арабите е сключено през 659 г., но то продължава едва няколко години (до ок. 662 г.).

### Походи на Балканите
Империята води кампании срещу славяните на Балканския полуостров, като ок. 658 г. подчинява тези, които са населили Гърция и Тракия. Констант II води успешно нахлуване в земите им северно от Дунав. Пленените славяни са заселвани в обезлюдените райони на Мала Азия и принудително са включвани в ромейската войска.

### Религиозни бунтове и борби
През управлението си Констант II търси компромис в спора между ортодоксалните християни и поддръжниците на монотелизма, учение поддържано от Ираклий и популярно в източните провинции, но отхвърлено от духовенството на запад. Няколко синода обявяват политиката на Констант за еретична. Религиозния конфликт прераства във военен, когато през 646 – 7 г. в Картаген избухва бунта на местния екзарх Грегорий, който, окуражен от африканските епископи, се обявява за император. Грегорий загива на следващата година в битка срещу нападащите арабски сили. Това слага край на бунта, но не и на разногласията.
През 648 г. Констант II издава едикт, с който заема позицията на безпристрастност между двете фракции и забранява публичните дискусии на догмата. На Латеранския събор в Рим през 649 г. западните епископи отхвърлят тези решения и отлъчват източните патриарси, които поддържат тезата на монотелизма. Това предизвиква ответната реакция на императора – той заповядва на равенския екзарх Олимпий да арестува папа Мартин I, но на свой ред Олимпий също отказва да се подчини и се обявява за император от 649 до 653 година. Зает с отбраната срещу арабите, Констант не е в състояние да отдели армия за потушаване на бунта. Едва след като Олимпий умира, новоназначеният екзарх на Равена изпълнява нареждането на Констант II и папата е заточен в Херсон до смъртта си. Наказани са и другите духовници, недоволни от политиката на императора.

### Оттегляне на запад
След като през 660 г. Констант II заповядва убийството на брат си Теодосий, когото подозира като евентуален съперник за престола, неговото управление протича под знака на силна опозиция от страна на народа в Константинопол. Обществената ненавист срещу императора се засилва, поради което той решава да напусне столицата и да замине на запад, в Сицилия, където установява императорския двор.
През 663 г. Констант II се опитва да възвърне Италия от ломбардите, които по това време са ангажирани във война срещу франките на север. Въпреки първоначално успешния десант в Южна Италия, армията на императора понася тежко поражение и загубва в битката с Гримуалд 20 000 души. Византийците удържат за себе си Сицилия. В същата 663 г. Констант II е последният император посетил Рим (за 12 дни) и приел званието консул. След това той премества резиденцията си в Сиракуза, където пренася произведения на изкуството, взети от Рим. Носят се слухове, будещи неодобрение, че Констант възнамерява да премести там столицата на империята.
Заради извършените братоубийства, увеличаването на данъците, привързаността към монотелизма императора е недолюбван от народа. А неуспехите във външната политика окончателно сриват популярността му. Констант II е убит от заговорници в банята на 15 септември 668 г. – един от слугите му го пребива до смърт с кофа, както твърди Теофан Изповедник.

## Вижте други
- Арабско завоюване на Армения
- Славянско заселване на Балканите
- Historia gentis Langobardorum